# Rameswaram (Ramanathapuram)
Rameswaram, ook gespeld als Ramesvaram, Rameshwaram of Ramisseram, is een panchayatdorp in het district Ramanathapuram van de Indiase staat Tamil Nadu. Rameswaram ligt op het eiland Pamban in de Golf van Mannar en is door de Pambanbrug verbonden met het Indiase vasteland. 
Rameswaram vormt het eindstation van de spoorlijn vanaf Chennai en Madurai. Het is met Varanasi een van de heiligste steden voor hindoes en vormt onderdeel van de Char Dhampelgrimstocht. Volgens de hindoeïstische mythologie is dit de plek waar de hindoegod Rama een brug over de zee bouwde naar Lanka om zijn vrouw Sita te redden van haar ontvoerder Ravana. In het centrum van de plaats staat de Ramanathaswamytempel, die aan de hindoegod Shiva is gewijd en nauw verbonden is met Rama.
Rameswaram is in India het punt dat het dichtst bij Sri Lanka ligt en uit geologisch onderzoek is gebleken dat de Adamsbrug vroeger een landbrug vormde tussen India en Sri Lanka.

## Demografie
Volgens de Indiase volkstelling van 2001 wonen er 38.035 mensen in Rameswaram, waarvan 52% mannelijk en 48% vrouwelijk is. De plaats heeft een alfabetiseringsgraad van 72%. 

## Geboren
- Abdul Kalam (1931-2015), president van India (2002-2007)